# کریستال داونز کانتری‌کلاب (میشیگان)
کریستال داونز کانتری‌کلاب (به انگلیسی: Crystal Downs Country Club) یک منطقهٔ مسکونی در ایالات متحده آمریکا است که در شهرستان بنزی واقع شده‌است. کریستال داونز کانتری‌کلاب ۳٫۳ کیلومتر مربع مساحت و ۴۷ نفر جمعیت دارد و ۲۲۵ متر بالاتر از سطح دریا واقع شده‌است.